# Canadian Championship 2012
Die Canadian Championship 2012 (offiziell: Amway Canadian Championship) ist ein Fußballturnier, welches von der Canadian Soccer Association organisiert wurde und zur Ermittlung des kanadischen Teilnehmers an der CONCACAF Champions League 2012/13 diente.
Das Teilnehmerfeld bestand aus den am professionellen Spielbetrieb in Nordamerika teilnehmenden kanadischen Vereinen Toronto FC, Vancouver Whitecaps und Montreal Impact aus der Major League Soccer sowie dem FC Edmonton, der in der North American Soccer League spielt.
Das Turnier wurde wie im Jahr zuvor im K.O.-Modus mit Halbfinale und Finale ausgetragen. Dabei wurden die Setznummern nach der Vorjahresplatzierung in der MLS (1 und 2) oder der NASL (3 und 4) vergeben. Die Begegnungen wurden als Hin- und Rückspiel ausgetragen, dabei hatte das besser gesetzte Team im Rückspiel Heimrecht bzw. konnte im Finale wählen, in welcher der beiden Partien es das Heimrecht ausüben möchte.
Die Hinspiele der Halbfinals fanden am 2. Mai, die Rückspiele am 9. Mai statt. Das Finale wurde am 16. Mai und 23. Mai ausgetragen. Nach einem 1:1 im Hinspiel gewann der Toronto FC das Finalrückspiel mit 1:0 und damit den Pokal, genannt Voyageurs Cup, zum vierten Mal.

## Turnierverlauf
|  | Halbfinale | Halbfinale          | Halbfinale | Halbfinale | Halbfinale |  |  | Finale | Finale              | Finale | Finale | Finale |
|  |            |                     |            |            |            |  |  |        |                     |        |        |        |
|  |            |                     |            |            |            |  |  |        |                     |        |        |        |
|  |            | Toronto FC          | 0          | 2          | 2          |  |  |        |                     |        |        |        |
|  |            | Montreal Impact     | 0          | 0          | 0          |  |  |        |                     |        |        |        |
|  |            |                     |            |            |            |  |  |        | Toronto FC          | 1      | 1      | 2      |
|  |            |                     |            |            |            |  |  |        | Vancouver Whitecaps | 1      | 0      | 1      |
|  |            | Vancouver Whitecaps | 2          | 3          | 5          |  |  |        |                     |        |        |        |
|  |            | FC Edmonton         | 0          | 1          | 1          |  |  |        |                     |        |        |        |
|  |            |                     |            |            |            |  |  |        |                     |        |        |        |

### Halbfinale

#### Hinspiel
| 2. Mai 2012 20:00 (Ortszeit) | Montreal Impact | 0 : 0 | Toronto FC | Olympiastadion Montreal, Montreal, Québec Zuschauer: 13.409 Schiedsrichter: Paul Ward |
| 2. Mai 2012 20:00 (Ortszeit) | Bericht         |       |            | Olympiastadion Montreal, Montreal, Québec Zuschauer: 13.409 Schiedsrichter: Paul Ward |

| 2. Mai 2012 20:00 (Ortszeit) | FC Edmonton               | 0 : 2   | Vancouver Whitecaps              | Commonwealth Stadium, Edmonton, Alberta Zuschauer: 2.777 Schiedsrichter: Carol Anne Chenard |
| 2. Mai 2012 20:00 (Ortszeit) | Saiko 66′ Van Leerdam 74′ | Bericht | Hassli 19′ Harris 41′ Harvey 72′ | Commonwealth Stadium, Edmonton, Alberta Zuschauer: 2.777 Schiedsrichter: Carol Anne Chenard |

#### Rückspiel
| 9. Mai 2012 20:00 (Ortszeit) | Toronto FC                                  | 2 : 0   | Montreal Impact | BMO Field, Toronto, Ontario Zuschauer: 15.016 Schiedsrichter: Dave Gantar |
| 9. Mai 2012 20:00 (Ortszeit) | Lambe 2′ Eckersley 17′ Johnson 38′ Cann 41′ | Bericht | Nyassi 23′      | BMO Field, Toronto, Ontario Zuschauer: 15.016 Schiedsrichter: Dave Gantar |

| 9. Mai 2012 20:00 (Ortszeit) | Vancouver Whitecaps                             | 3 : 1   | FC Edmonton                                       | BC Place Stadium, Vancouver, British Columbia Zuschauer: 15.011 Schiedsrichter: Geoff Gamble |
| 9. Mai 2012 20:00 (Ortszeit) | Thorrington 42′ Le Toux 75′, 88′ Mattocks 90+3′ | Bericht | Vorbe 33′ Hamilton 41′ Cox 44′ Kooy 51′ Pinto 54′ | BC Place Stadium, Vancouver, British Columbia Zuschauer: 15.011 Schiedsrichter: Geoff Gamble |

### Finale

#### Hinspiel
| 16. Mai 2012 19:00 (Ortszeit) | Vancouver Whitecaps | 1 : 1   | Toronto FC                        | BC Place Stadium, Vancouver, British Columbia Zuschauer: 14.878 Schiedsrichter: Drew Fischer |
| 16. Mai 2012 19:00 (Ortszeit) | Hassli 90+1′        | Bericht | Hall 11′ Dunfield 49′ Johnson 66′ | BC Place Stadium, Vancouver, British Columbia Zuschauer: 14.878 Schiedsrichter: Drew Fischer |

#### Rückspiel
| 23. Mai 2012 20:00 (Ortszeit) | Toronto FC                                                        | 1 : 0   | Vancouver Whitecaps                              | BMO Field, Toronto, Ontario Zuschauer: 13.777 Schiedsrichter: Silviu Petrescu |
| 23. Mai 2012 20:00 (Ortszeit) | Frings 31′ Morgan 48′ De Guzman 57′ Lambe 75′ Lambe 83′ Henry 84′ | Bericht | Bonjour 36′ Le Toux 45′ Le Toux 58' Mattocks 89′ | BMO Field, Toronto, Ontario Zuschauer: 13.777 Schiedsrichter: Silviu Petrescu |